# Arctia brunneobasalis
Arctia brunneobasalis là một loài bướm đêm thuộc phân họ Arctiinae, họ Erebidae.